# Laguna Verde (Carcote)
La laguna Verde es un cuerpo de agua salada superficial ubicado en la Región de Antofagasta, en la cuenca hidrográfica del salar de Carcote.

## Historia
Luis Risopatrón lo describe en su Diccionario Jeográfico de Chile (1924):
Verde (Laguna). Es pequeña, de agua salobre i se encuentra en el estremo SW del salar de Carcote; en sus estremidades revientan ojos de agua potable i sus contornos no carecen de pastos.